# Deutsche Tourenwagen Masters 2009
Deutsche Tourenwagen Masters 2009 – dziesiąty sezon serii DTM po jej wznowieniu w 2000 roku.

## Kierowcy
| Nr | Kierowca           | Samochód              | Rocznik | Zespół                          |
| -- | ------------------ | --------------------- | ------- | ------------------------------- |
| 1  | Timo Scheider      | Audi A4 DTM           | 2009    | Audi Sport Team Abt             |
| 2  | Tom Kristensen     | Audi A4 DTM           | 2009    | Audi Sport Team Abt             |
| 3  | Paul di Resta      | AMG-Mercedes C-Klasse | 2009    | AMG Mercedes                    |
| 4  | Ralf Schumacher    | AMG-Mercedes C-Klasse | 2009    | Trilux AMG Mercedes             |
| 5  | Mattias Ekström    | Audi A4 DTM           | 2009    | Audi Sport Team Abt Sportsline  |
| 6  | Martin Tomczyk     | Audi A4 DTM           | 2009    | Audi Sport Team Abt Sportsline  |
| 7  | Jamie Green        | AMG-Mercedes C-Klasse | 2008    | Junge Sterne AMG Mercedes       |
| 8  | Susie Stoddart     | AMG-Mercedes C-Klasse | 2008    | TV Spielfilm AMG Mercedes       |
| 9  | Bruno Spengler     | AMG-Mercedes C-Klasse | 2009    | Mercedes-Benz Bank AMG Mercedes |
| 10 | Gary Paffett       | AMG-Mercedes C-Klasse | 2009    | Salzgitter AMG Mercedes         |
| 11 | Mike Rockenfeller  | Audi A4 DTM           | 2008    | Audi Sport Team Rosberg         |
| 12 | Markus Winkelhock  | Audi A4 DTM           | 2008    | Audi Sport Team Rosberg         |
| 14 | Alexandre Prémat   | Audi A4 DTM           | 2008    | Audi Sport Team Phoenix         |
| 15 | Oliver Jarvis      | Audi A4 DTM           | 2008    | Audi Sport Team Phoenix         |
| 16 | Maro Engel         | AMG-Mercedes C-Klasse | 2008    | GQ AMG Mercedes                 |
| 17 | Mathias Lauda      | AMG-Mercedes C-Klasse | 2008    | stern AMG Mercedes              |
| 18 | Christian Bakkerud | Audi A4 DTM           | 2007    | KOLLES Futurecom-TME            |
| 19 | Johannes Seidlitz  | Audi A4 DTM           | 2007    | KOLLES Futurecom-TME            |
| 20 | Tomáš Kostka       | Audi A4 DTM           | 2007    | KOLLES Futurecom-TME            |
| 21 | Katherine Legge    | Audi A4 DTM           | 2008    | Audi Sport Team Abt Lady Power  |

## Kalendarz wyścigów
| Runda                      | Data  | Tor                  | Liczba okrążeń | Długość okrążenia (km) | Dystans wyścigu (km) | Rekord okrążenia | Rekord okrążenia | Rekord okrążenia |
| Runda                      | Data  | Tor                  | Liczba okrążeń | Długość okrążenia (km) | Dystans wyścigu (km) | Kierowca         | Kierowca         | Czas             |
| -------------------------- | ----- | -------------------- | -------------- | ---------------------- | -------------------- | ---------------- | ---------------- | ---------------- |
| 1                          | 17.05 | Hockenheim           | 39             | 4,574                  | 178,386              | Paul di Resta    | M                | 1:33.576 (2008)  |
| 2                          | 31.05 | EuroSpeedway Lausitz | 52             | 3,478                  | 180,856              | Paul di Resta    | M                | 1:18.938 (2008)  |
| 3                          | 28.06 | Norisring            | 80             | 2,300                  | 184,000              | Bruno Spengler   | M                | 0:48.446 (2008)  |
| 4                          | 19.07 | Zandvoort            | 41             | 4,307                  | 176,587              | Tom Kristensen   | A                | 1:33.729 (2008)  |
| 5                          | 2.08  | Oschersleben         | 47             | 3,696                  | 173,712              | Timo Scheider    | A                | 1:23.236 (2008)  |
| 6                          | 16.08 | Nürburgring          | 48             | 3,629                  | 174,192              | Gary Paffett     | M                | 1:24.442 (2005)  |
| 7                          | 6.09  | Brands Hatch         | 93             | 1,929                  | 179,397              | Paul di Resta    | M                | 0:42.387 (2009)  |
| 8                          | 20.09 | Barcelona            | 59             | 2,977                  | 175,643              | Timo Scheider    | A                | 1:08.048 (2009)  |
| 9                          | 11.10 | Dijon-Prenois        | 52             | 3,801                  | 197,652              | Paul di Resta    | M                | 1:11.644 (2009)  |
| 10                         | 25.10 | Hockenheim           | 39             | 4,574                  | 178,386              | Paul di Resta    | M                | 1:33.576 (2008)  |
| Legenda: A Audi M Mercedes |       |                      |                |                        |                      |                  |                  |                  |

### Najlepsze wyniki
| Runda | Runda           | Pole position   | Pole position | Najszybsze okrążenie | Najszybsze okrążenie | Zwycięzca wyścigu | Zwycięzca wyścigu |
| ----- | --------------- | --------------- | ------------- | -------------------- | -------------------- | ----------------- | ----------------- |
| 1     | Niemcy          | Mattias Ekström | A             | Mattias Ekström      | A                    | Tom Kristensen    | A                 |
| 2     | Niemcy          | Mattias Ekström | A             | Jamie Green          | M                    | Gary Paffett      | M                 |
| 3     | Niemcy          | Timo Scheider   | A             | Katherine Legge      | A                    | Jamie Green       | M                 |
| 4     | Holandia        | Oliver Jarvis   | A             | Alexandre Prémat     | A                    | Gary Paffett      | M                 |
| 5     | Niemcy          | Tom Kristensen  | A             | Timo Scheider        | A                    | Timo Scheider     | A                 |
| 6     | Niemcy          | Martin Tomczyk  | A             | Mattias Ekström      | A                    | Martin Tomczyk    | A                 |
| 7     | Wielka Brytania | Paul di Resta   | M             | Paul di Resta        | M                    | Paul di Resta     | M                 |
| 8     | Hiszpania       | Tom Kristensen  | A             | Timo Scheider        | A                    | Timo Scheider     | A                 |
| 9     | Francja         | Bruno Spengler  | M             | Paul di Resta        | M                    | Gary Paffett      | M                 |
| 10    | Niemcy          | Mattias Ekström | A             | Gary Paffett         | M                    | Gary Paffett      | M                 |

## Klasyfikacje generalne

### Kierowcy
| Poz. | Kierowca           | Kierowca | HOC | LAU | NOR | ZAN | OSC | NÜR | BRH | CAT | DIJ | HOC | Pkt. |
| ---- | ------------------ | -------- | --- | --- | --- | --- | --- | --- | --- | --- | --- | --- | ---- |
| 1    | Timo Scheider      | A        | 2   | 5   | 4   | DS  | 1   | 2   | 2   | 1   | 6   | 2   | 64   |
| 2    | Gary Paffett       | M        | NU  | 1   | 5   | 1   | 5   | 8   | 4   | 4   | 1   | 1   | 59   |
| 3    | Paul di Resta      | A        | 5   | 4   | 7   | 6   | 4   | NU  | 1   | 7   | 2   | 3   | 45   |
| 4    | Bruno Spengler     | M        | NU  | 2   | 2   | 5   | 6   | 6   | 6   | 5   | 3   | 7   | 41   |
| 5    | Mattias Ekström    | A        | 7   | 3   | 3   | 3   | 2   | 3   | 5   | 6   | 9   | NU  | 41   |
| 6    | Martin Tomczyk     | A        | NU  | NU  | 11  | 4   | 3   | 1   | 3   | 3   | 7   | NU  | 35   |
| 7    | Jamie Green        | M        | 8   | 6   | 1   | 9   | 9   | 5   | 12  | 14  | 4   | 5   | 27   |
| 8    | Tom Kristensen     | A        | 1   | 12  | 8   | 8   | 8   | NU  | 19† | 2   | 18† | 15  | 21   |
| 9    | Oliver Jarvis      | A        | 3   | NU  | NU  | 2   | 15† | NU  | 8   | 9   | 15  | 6   | 18   |
| 10   | Markus Winkelhock  | A        | 4   | NU  | 13  | DS  | NU  | 4   | 18† | Ret | 10  | 8   | 11   |
| 11   | Ralf Schumacher    | M        | 9   | 10  | 6   | 10  | 11  | 7   | 9   | 13  | 5   | NU  | 9    |
| 12   | Maro Engel         | M        | 6   | 8   | NU  | 7   | 7   | 12  | 10  | 10  | 12  | 10  | 8    |
| 13   | Alexandre Prémat   | A        | NU  | NU  | NU  | DS  | 16† | NU  | 11  | 8   | 11  | 4   | 6    |
| 14   | Mike Rockenfeller  | A        | NU  | 7   | 9   | 12† | 13  | 10  | 7   | 12  | 13  | 9   | 4    |
| 15   | Mathias Lauda      | M        | 10  | 9   | 14  | NU  | 12  | 9   | 20† | 11  | 8   | 14  | 1    |
| 16   | Susie Stoddart     | M        | NU  | 11  | 10  | 11  | 10  | 11  | 13  | 15  | 14  | 16† | 0    |
| 17   | Tomáš Kostka       | A        | 11  | 13  | NU  | NU  | 14  | 15  | 14  | 16  | 17  | 11  | 0    |
| 18   | Katherine Legge    | A        | 12  | NU  | 12  | NU  | 17† | NU  | 15  | NU  | 16  | 17† | 0    |
| 19   | Christian Bakkerud | A        | 14  | 14  | 15  | DS  |     | 13  | 16  | 17  | NU  | 12  | 0    |
| 20   | Johannes Seidlitz  | A        | 13  |     |     |     | NU  | 14  | 17  | 18  | NU  | 13  | 0    |
| Poz. | Kierowca           | Kierowca | HOC | LAU | NOR | ZAN | OSC | NÜR | BRH | CAT | DIJ | HOC | Pkt. |

| Legenda | Legenda                 |
| ------- | ----------------------- |
| 1       | 1. miejsce              |
| 2       | 2. miejsce              |
| 3       | 3. miejsce              |
|         | Punktowana pozycja      |
|         | Pozycja bez punktów     |
| NU      | Nie ukończył            |
| DS      | Dyskwalifikacja         |
|         | Nie startował           |
|         |                         |
| A       | Audi                    |
| M       | Mercedes                |
| 5       | Nowy samochód (2009)    |
| 17      | Samochód 2-letni (2007) |

| System punktowania | System punktowania | System punktowania | System punktowania | System punktowania | System punktowania | System punktowania | System punktowania | System punktowania |
| ------------------ | ------------------ | ------------------ | ------------------ | ------------------ | ------------------ | ------------------ | ------------------ | ------------------ |
| Miejsce            | 1                  | 2                  | 3                  | 4                  | 5                  | 6                  | 7                  | 8                  |
| Punkty             | 10                 | 8                  | 6                  | 5                  | 4                  | 3                  | 2                  | 1                  |